# イリノイ (原子力潜水艦)
|          |                                                    |
| 艦歴     |                                                    |
| 発注     | 2008年12月22日                                     |
| 起工     | 2014年6月2日                                       |
| 進水     | 2015年10月10日                                     |
| 就役     | 2016年10月29日                                     |
| その後   |                                                    |
| 性能諸元 |                                                    |
| 排水量   | 7,800トン                                          |
| 全長     | 114.9 m (377 ft)                                   |
| 全幅     | 10.3 m (34 ft)                                     |
| 吃水     |                                                    |
| 機関     | S9G 原子炉                                         |
| 最大速   | 水上:25ノット (46 km/h) 水中:32ノット (59 km/h)    |
| 潜航深度 | 800 ft (250 m)                                     |
| 乗員     | 士官、兵員134名                                    |
| 兵装     | VLS 12基 21インチ魚雷発射管 4基                    |
| モットー | より勇敢に Nemo Magis Fortiter ("None more brave") |

イリノイ（USS Illinois , SSN-786）は、アメリカ海軍の攻撃型原子力潜水艦。バージニア級原子力潜水艦の13番艦。艦名はイリノイ州に因む。その名を持つ艦としては未完成のアイオワ級戦艦5番艦(BB-65)以来4隻目(就役した艦艇に限定すれば、イリノイ級戦艦1番艦(BB-7)以来3隻目)。

## 艦歴
イリノイの建造は、コネチカット州ジェネラル・ダイナミクス・エレクトリック・ボート社で行われた。2014年6月2日に起工し、2015年10月10日にコネチカット州グロトン市で進水式が行われ、ミシェル・オバマが命名を行っている。
イリノイは2016年10月29日に就役し、コネチカット州ニューロンドン海軍潜水艦基地に配備され、第4潜水戦隊に編入された。

## 艦長
初代艦長には、ジェス・ポーターが就任した。